# Pavel Houška
Pavel Houška (* 23. ledna 1984) je český basketbalista hrající Národní basketbalovou ligu za tým BK Sluneta Ústí nad Labem. Hraje na pozici pivota.
Je vysoký 203 cm, váží 108 kg.
Jedná se o člena širšího reprezentačního kádru.

## Kariéra
- 2002–2006 : BK Ústí nad Labem
- 2006–2007 : BK Děčín

## Statistiky
| Sezóna   | Soutěž      | Odehrané minuty | Průměr na zápas | Body | Průměr na zápas |
| -------- | ----------- | --------------- | --------------- | ---- | --------------- |
| 2002/03  | Mattoni NBL | 164.4           | 11.0            | 31   | 2.1             |
| 2003/04  | Mattoni NBL | 346.4           | 12.4            | 132  | 4.7             |
| 2004/05  | Mattoni NBL | 424.5           | 19.3            | 214  | 9.7             |
| 2005/06  | Mattoni NBL | 761.2           | 21.7            | 366  | 10.5            |
| 2006/07* | Mattoni NBL | 335.5           | 18.6            | 139  | 7.7             |

 *Rozehraná sezóna - údaje k 20.1.2007 